# (1598) Paloque
(1598) Paloque est un astéroïde de la ceinture principale.

## Description
(1598) Paloque est un astéroïde de la ceinture principale. Il fut découvert le 11 février 1950 à Alger par Louis Boyer. Il présente une orbite caractérisée par un demi-grand axe de 2,33 UA, une excentricité de 0,08 et une inclinaison de 7,5° par rapport à l'écliptique.

## Compléments